# Etzbach
Etzbach település Németországban, Rajna-vidék-Pfalz tartományban. Lakosainak száma 1340 fő (2023. december 31.).

## Népesség
A település népességének változása:
| Lakosok száma | 900  | 1339 | 1337 | 1329 | 1356 | 1340 |
|               | 1975 | 2017 | 2019 | 2021 | 2022 | 2023 |